# Vendôme (police de caractères)
Pour les articles homonymes, voir Vendôme.
Vendôme est une police de caractères de type garalde, créée par François Ganeau, sous la direction de Roger Excoffon, en 1952.
La version condensée est utilisée pour le titre des films La Soif du mal (1958) et À bout de souffle (1960).